# أوكسي بروميد السيلينيوم
 أوكسي بروميد السيلينيوم هو مركب كيميائي له الصيغة SeOBr2، ويوجد على شكل بلورات صفراء إلى حمراء.

## التحضير
يحضر المركب من تفاعل إذابة البروم في السيلينيوم وثنائي أكسيد السيلينيوم عند درجات حرارة مرتفعة:
{\displaystyle {\ce {2 Se + Br2 -> Se2Br2}}}
{\displaystyle {\ce {Se2Br2 + 3 Br2 -> SeBr4}}}
{\displaystyle {\ce {SeBr4 + SeO2 -> 2 SeOBr2}}}

## الخواص
يوجد المركب في الشروط القياسية على شكل صلب أصفر إلى أحمر، وهو يشبه في خواصه مركب أوكسي كلوريد السيلينيوم. يتميز المركب بأنه ذو نشاط كيميائي كبير، وهويمكن أن يتفاعل مع السيلينيوم ليعطي Se2Br2؛ كما يتفاعل مع عدة فلزات مثل الحديد والزنك والنحاس.